# Dejounte Murray

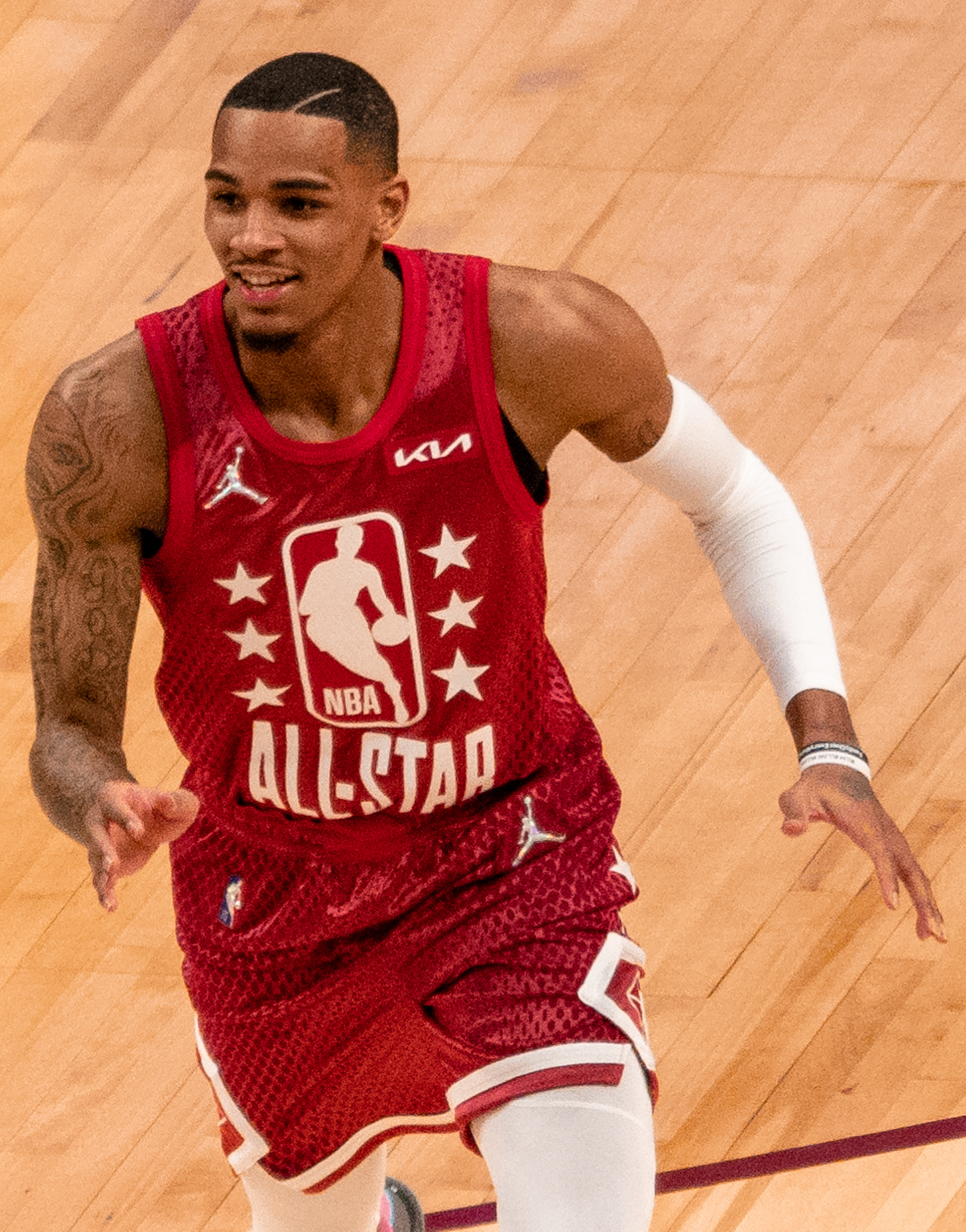
Dejounte Murray, 2022.

Dejounte Dashaun Murray, född 19 september 1996 i Seattle i Washington, är en amerikansk professionell basketspelare (SG/PG) som spelar för New Orleans Pelicans i National Basketball Association (NBA). Han har tidigare spelat för San Antonio Spurs och Atlanta Hawks.
Murray draftades av San Antonio Spurs i första rundan i 2016 års draft som 29:e spelare totalt.
Innan han blev proffs studerade Murray vid University of Washington och spelade för universitetets idrottsförening Washington Huskies.